# Дункан Фергюсон
Дункан Фергюсон (англ. Duncan Ferguson; нар. 27 грудня 1971, Стерлінг) — колишній шотландський футболіст, нападник. По завершенні ігрової кар'єри — футбольний тренер.
Насамперед відомий виступами за «Евертон» та національну збірну Шотландії.

## Клубна кар'єра
Вихованець футбольної школи клубу «Карс Тістл».
У дорослому футболі дебютував 1990 року виступами за «Данді Юнайтед», в якому провів три сезони, взявши участь у 77 матчах чемпіонату.
Протягом 1993—1994 років захищав кольори «Рейнджерса». За цей час виборов титул чемпіона Шотландії.
Своєю грою за останню команду привернув увагу представників тренерського штабу клубу «Евертон», до складу якого приєднався на правах оренди в жовтні 1994 року. А в листопаді «іриски» повністю викупили контракт гравця за 4 млн фунтів. Відіграв Дункан за клуб з Ліверпуля наступні чотири сезони своєї ігрової кар'єри. Більшість часу, проведеного у складі «Евертона», був основним гравцем атакувальної ланки команди. За цей час додав до переліку своїх трофеїв титул володаря Кубка Англії.
Протягом 1998—2000 років захищав кольори клубу «Ньюкасл Юнайтед».
2000 року повернувся до «Евертона», за який відіграв ще 6 сезонів. Граючи у складі «Евертона» знову здебільшого виходив на поле в основному складі команди. Завершив професійну кар'єру футболіста виступами за «ірисок» у 2006 році
Під час футбольної кар'єри кілька разів притягався до кримінальної відповідальності, здебільшого за бійки поза футбольним полем. Щонайменше одного разу був звинувачений й у навмисному нанесенні тілесних ушкоджень безпосередньо на футбольному полі — за удар головою в обличчя супернику під час гри за «Рейнджерс» у 1994 році, отримавши тримісячне ув'язнення.

## Виступи за збірну
17 травня 1992 року дебютував в офіційних матчах у складі національної збірної Шотландії. Протягом кар'єри у національній команді, яка тривала 6 років, провів у формі головної команди країни лише 7 матчів.
У складі збірної був учасником чемпіонату Європи 1992 року у Швеції.

## Тренерська робота
Завершивши ігрову кар'єру, п'ять років провів на Мальорці, відпочиваючи від футболу. У 2011 році зв'язався зі своїм колишнім тренером Девідом Моєсом, що на той час продовжував працювати з «Евертоном», і отримав запрошення до академії ліверпульського клубу. Починав працювати з клубною молоддю на добровільних засадах, паралельно проходив навчання на тренерських курсах.
Крок за кроком долав рівні тренерської підготовки і врешті-решт отримав найвиший рівень ліцензування — ліцензію Про УЄФА. 2014 року отримав підвищення у клубній структурі, увійшовши до очолюваного на той час вже Роберто Мартінесом тренерського штабу його основної команди.
Продовжував незмінно працювати у тренерському штабі «Евертона» попри численні зміни головних тренерів, а після звільнення чергового з них, Марку Сілви, 5 грудня 2019 року був призначений виконувачем обов'язків головного тренера. Вже за два дні відбувся дебют Фергюсона на чолі основної команди, який виявився надзвичайно успішним, — його підопічні завдали поразки з рахунком 3:1 лондонському «Челсі», що дозволило їм піднятися у турнірній таблиці Прем'єр-ліги вище зони вильоту. Згодом встиг провести на чолі команди ще три матчі, які незмінно завершувалися унічию, доки 21 грудня 2019 року головним тренером команди не був призначений італієць Карло Анчелотті, а Фергюссон повернувся до роботи помічником головного тренера.
18 січня 2022-го після звільнення Рафи Бенітеса Дункан Фергюсон вдруге став виконувачем обов'язків головного тренера «Евертона».

## Титули і досягнення

### Командні
- Чемпіон Шотландії (1):

«Рейнджерс»: 1993-94
- Володар Кубка шотландської ліги (1):

«Рейнджерс»: 1993-94
- Володар Кубка Англії (1):

«Евертон»: 1994-95
- Володар Суперкубка Англії з футболу (1):

«Евертон»: 1995